# Bobby Rahal
Robert "Bobby" Woodward Rahal (Medina, 10 de janeiro de 1953) é um ex-automobilista norte-americano. É pai de Graham Rahal, atualmente piloto da IndyCar Series.

## Carreira

### CART
Foi três vezes campeão da CART (mais tarde, Champ Car) e vencedor das 500 Milhas de Indianápolis de 1986. Estreou na categoria em 1982, no GP de Phoenix, pilotando para a equipe Truesports, conseguindo sua primeira vitória na etapa de Cleveland. Correu pela escuderia até 1988 (obtendo os títulos de 1986 e 1987), quando se mudou para a equipe Kraco no ano seguinte.
Após ter disputado sua única temporada pela Kraco, Rahal foi para a Galles, que se associou com sua ex-equipe, formando a Galles/Kraco Racing. Fechou a temporada de 1990 na quarta posição, com sete pódios e 153 pontos marcados. Permaneceu no time até 1991, em cuja temporada Rahal terminou como vice-campeão, apenas perdendo para Michael Andretti (234 pontos, contra 200 do compatriota).
Em 1992, Rahal se aventura com a dupla função de piloto e dono de equipe, fundando a Rahal-Hogan. Com um conjunto Lola-Chevrolet-Goodyear e o carro estampado com o número 12, o piloto, aos 39 anos, fatura seu terceiro e último título na carreira, terminando a temporada com 196 pontos, quatro a mais que Michael Andretti. Até 1995, mantém as funções de piloto e dono da Rahal-Hogan, mas acabou tendo uma frustração sublime quando não se classificou para as 500 Milhas de Indianápolis de 1993.
Em 1996, a Hogan encerra a parceria com Bobby Rahal, que novamente acumula funções de piloto e dono da Rahal Racing, tendo como companheiro de equipe o também norte-americano Bryan Herta, com quem forma dupla até 1998, ano de sua despedida das pistas como piloto.
Célebre por usar sempre um par de óculos, que lhe davam um ar de "professor da CART", Rahal decidiu correr sem sua marca registrada em 1998, seu último ano como piloto. Sofreu um espetacular acidente em Motegi, no qual seu carro capotou, mas saiu sem ferimentos.

#### 500 Milhas de Indianápolis

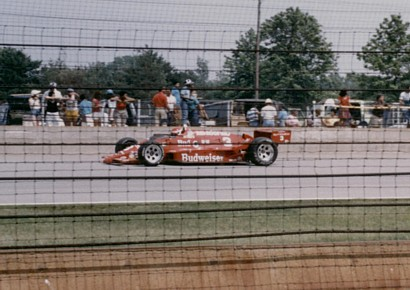
Rahal durante as 500 Milhas de Indianápolis de 1986

| Ano  | Chassi | Motor          | Largada            | Resultado          | Equipe       |
| ---- | ------ | -------------- | ------------------ | ------------------ | ------------ |
| 1982 | March  | Cosworth       | 17º                | 11º                | Truesports   |
| 1983 | March  | Cosworth       | 6º                 | 20º                | Truesports   |
| 1984 | March  | Cosworth       | 18º                | 7º                 | Truesports   |
| 1985 | March  | Cosworth       | 3º                 | 27º                | Truesports   |
| 1986 | March  | Cosworth       | 4º                 | 1º                 | Truesports   |
| 1987 | Lola   | Cosworth       | 2º                 | 26º                | Truesports   |
| 1988 | Lola   | Judd           | 19º                | 5º                 | Truesports   |
| 1989 | Lola   | Cosworth       | 7º                 | 26º                | Kraco        |
| 1990 | Lola   | Chevrolet      | 4º                 | 2º                 | Galles/Kraco |
| 1991 | Lola   | Chevrolet      | 4º                 | 19º                | Galles/Kraco |
| 1992 | Lola   | Chevrolet      | 10º                | 6º                 | Rahal-Hogan  |
| 1993 | Rahal  | Chevrolet      | Não se classificou | Não se classificou | Rahal-Hogan  |
| 1994 | Penske | Ilmor          | 28º                | 3º                 | Rahal-Hogan  |
| 1995 | Lola   | Ilmor-Mercedes | 21º                | 3º                 | Rahal-Hogan  |

### Frustração para Rahal em Jacarepaguá
O GP do Rio de Janeiro de 1997 seria uma oportunidade para Rahal quebrar o jejum de vitórias que durava desde o GP de Nazareth de 1992. Liderou 102 voltas, mas na parte final sofreu pressão do canadense Paul Tracy, resistindo até a penúltima volta, mas seu carro sofreu falta de combustível, e abriu espaço para Tracy ganhar a prova. Ainda assim, o norte-americano terminaria em décimo lugar.

### Fórmula 1
Em 1978, Bobby Rahal competiu no Grande Prêmio da Nova Zelândia de 1978 com a Fred Opert Racing (Fórmula Pacífico) e na Fórmula 3 Europeia com a Wolf Racing. Perto do final da temporada, Rahal correu pela equipe Wolf de Fórmula 1 no Grande Prêmio dos Estados Unidos de 1978 e no Grande Prêmio do Canadá de 1978. Regressou à categoria em 2001, agora como chefe de equipe da Jaguar Racing, onde permaneceu por pouco tempo.

## Dono de equipe
A partir de 1999, Rahal passaria a ser apenas proprietário da equipe que carregava seu sobrenome. Bryan Herta, seu último companheiro de time, permaneceria, e para o lugar do veterano, foi contratado o italiano Massimiliano Papis, que competiu por três temporadas. Passaram ainda pela Team Rahal o sueco Kenny Bräck (sensação da temporada de 2000 da CART e ex-campeão da IRL), os norte-americanos Casey Mears (sobrinho de Rick Mears) e Jimmy Vasser e o mexicano Michel Jourdain Jr.. Ainda em 2003, Bobby divide as atenções com a Rahal-Letterman (equipe feita em parceria com o apresentador David Letterman) na IRL, repatriando Kenny Bräck no mesmo ano. O acidente no Texas que quase matou o sueco não abalou suficientemente o ex-piloto, já que o compatriota Buddy Rice se tornaria vencedor da Indy 500 de 2004.
A Rahal-Letterman competiria regularmente até 2008, tendo como pilotos, além de Vasser, Bräck e Rice, os norte-americanos Roger Yasukawa, Danica Patrick, Paul Dana, Jeff Simmons, Scott Sharp e Ryan Hunter-Reay.
Em 2009, sem patrocínio para competir a temporada inteira, a equipe passaria a competir esporadicamente (maioria das vezes, as 500 Milhas), sendo representada pelo norte-americano Graham Rahal (filho de Bobby), os ingleses Alex Lloyd, Pippa Mann e Jay Howard, o brasileiro Vitor Meira, o espanhol Oriol Servià e o belga Bertrand Baguette (que chegou a liderar a edição de 2011 das 500 Milhas).
Para a temporada de 2012, a RHL anuncia seu retorno em tempo integral à IndyCar, mas seus pilotos ainda não estão definidos.
Em 2021, Rahal começou a se aventurar na promoção de corridas com a ajuda do ex-proprietário da IndyCar e do Indianapolis Motor Speedway, Tony George. O primeiro movimento de Rahal na promoção da corrida foi devolver a popular rodada do Iowa Speedway à IndyCar, depois de ter sido deixada de fora do calendário de 2021. Rahal conseguiu recrutar a rede de supermercados Hy-Vee de Iowa como patrocinadora e garantiu um acordo plurianual entre a IndyCar e o Iowa Speedway para realizar um evento duplo na pista a partir de 2022.